# Manne Zettergren
Karl Emanuel Zettergren, känd som Manne Zettergren,  född 17 december 1896 i Österlövsta församling i Uppsala län, död 25 september 1961 i Virserums församling i Kalmar län, var en svensk frikyrkopastor.
Manne Zettergen verkade som pastor inom Svenska Missionsförbundet (SMF), bland annat i Karlskoga och i Immanuelskyrkan i Jönköping, där han från 1940 var föreståndare. Han var distriktsföreståndare i Jönköpings läns och Hallands distrikt av SMF 1947–1956 samt inre missionens sekreterare 1956–1961. Han var författare till flera publikationer, relaterade till frikyrkoverksamheten.
Han gifte sig 1924 med Karin Eriksson (1899–1954) och flera av parets barn kom att verka inom Svenska Missionsförbundet, däribland Sten-Sture Zettergren som är far till Göran Zettergren. 1957 gifte han om sig med Märta Stina Viola Nilsson (1908–2000). Han är begravd på Dunkehalla kyrkogård i Jönköping tillsammans med första hustrun.